# Vanessa Cootes
Vanessa Cootes (Hamilton, 26 luglio 1969) è un'ex rugbista a 15 neozelandese, due volte campionessa del mondo con le Black Ferns nel 1998 e 2002.

## Biografia
Esordiente in nazionale nel 1995 contro l'Australia, fu tra le protagoniste della terza Coppa del Mondo femminile del 1998 nei Paesi Bassi, nella cui finale marcò 4 mete che permisero alla Nuova Zelanda di battere gli Stati Uniti e laurearsi così campione del mondo per la prima volta.
Quattro anni più tardi, alla Coppa del Mondo di rugby femminile 2002 in Spagna, conseguì il primato di mete marcate per la Nuova Zelanda con 43, ottenuto nel corso della partita inaugurale di torneo vinta contro la Germania per 117-0 in cui ne marcò 5; nell'occasione divenne anche la prima neozelandese a superare i 200 punti internazionali; quelle furono anche le ultime marcature in nazionale.
Al termine della manifestazione giunse il ritiro internazionale a 32 anni e successivamente anche quello definitivo.
Al suo nome è intitolato un torneo rugbistico femminile a livello scolastico nella provincia di Waikato, la Vanessa Cootes Cup.

## Palmarès
- Coppe del mondo: 2
Nuova Zelanda: 1998, 2002